# Gustave Servois
Gustave Marie Joseph Servois (* 7. Juni 1829 in Paris; † 9. November 1927 ebenda) war ein französischer Archivar, Präfekt und Romanist.

## Leben
Servois  schloss 1854 die École nationale des chartes ab. Er war von 1859 bis 1866 Mitarbeiter der Zeitschrift La correspondance littéraire und von 1873 bis 1879 Präfekt in verschiedenen Départements. 1879 wurde er Bibliotheks- und Archivinspekteur. Von 1888 bis 1902 war er Leiter der Archives nationales. Daneben war er romanistisch als Herausgeber tätig.
Servois war Vorsitzender der Société de l’histoire de France und der  Société des anciens textes français ferner Ehrenvorsitzender der Société de l’École des chartes.

## Werke
- (Hrsg. mit Auguste Kroeber, 1830–1879)  Fierabras. Chanson de geste, publiée pour la première fois d’après les manuscrits de Paris, de Rome et de Londres, Paris 1860 (Les anciens poètes de la France 4)
- (Hrsg.) Oeuvres de La Bruyère, 4 Bde., Paris 1865–1882; in 1  Bd., (mit Alfred Rébelliau, 1858–1934)  Les caractères ou les mœurs de ce siècle, Paris 1890, 20. Auflage 1929, 1948
- (Hrsg.) Jean-Jacques  Ampère, L’empire romain à Rome, 2 Bde., Paris 1867, 1872
- (Hrsg.) Jean Renart, Le Roman de la rose ou de Guillaume de Dole, publié d’après le manuscrit du Vatican, Paris 1893, New York 1965